# 楊樹莊
楊樹莊（1882年5月11日—1934年1月10日），字幼京，中華民國海軍上將，為中華民國海軍部第一任部長，福建侯官人。

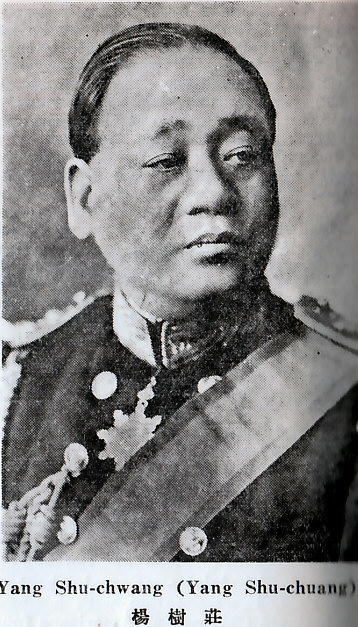
楊樹莊

## 生平
杨树莊生于1882年（光绪八年），生父为杨仁铿。叔父杨建洛曾任北洋水师濟遠艦二副，因无后而收杨树莊为嗣。甲午战争中杨建洛战死，1898年杨树莊作为遗属就读广东黄埔水师学堂第八届驾驶班。
1911年初任“湖鹰”号鱼雷艇管带（艇长）。10月10日武昌起义爆发，17日杨树莊奉时任海军统制（海军总司令）萨镇冰之命驰援武汉镇压革命。随着革命形势的发展，11月11日萨镇冰离开舰队前往上海“就医”，杨树莊等诸海军官兵遂率舰起义，归附革命军。1912年4月，进入新成立的北京海军部供职。1913年1月补授海军中校衔。1914年5月，晋升为海军中校。10月任炮舰“永翔”号舰长。1915年历任炮舰“楚观”号、驱逐舰“飞鹰”号舰长。
1916年，任肇和號巡洋艦舰长，负责海军训练事宜。1920年12月，改任應瑞號舰长。1921年11月，晋升为海军少将。
1922年，应瑞号支援擁戴孫中山的東路討賊軍，參與驅逐親北京政府的福建軍閥李厚基之作战，應瑞艦並非護法艦隊所屬，雖然這等同於背叛北洋政府，但李厚基為皖系背景，與海軍支持的直系不和，因此楊樹莊的行動未被當時直系主政的北京政府有所懲處。1923年1月，升任练习舰队司令兼闽江要塞司令。5月，在福建积极扩张海军势力，控制长乐、连江、平潭等县。6月，在时任海军总司令杜锡珪授意下，率数艘军舰及海军陆战队进攻闽南地区。
1924年4月，杨树莊率部占领厦门。5月，因功升为海军中将，旋即出任海军闽厦警备司令。同年9月，在江浙战争中，率闽厦海军舰队和海军陆战队参加了淞沪浏河战役，并取得胜利，同年9月北洋政府任命其為中华民国海军副总司令、海军中将并胜威将军称号，10月段祺瑞上台后，杨树莊出任中华民国海军总司令一职。北伐战争时，杨树莊于1927年3月14日率领海军归附国民革命军，电令各军舰易帜，并帮助北伐军攻取南京。
同年4月，四一二事件爆发，杨树莊应令主持海军的“清党”工作，解散了中国共产党组织的“新海军社”，但同时又将新海军社名单付诸一炬。4月18日，蒋介石另立南京国民政府，杨通电拥护，并出任国民政府委员、海军总司令兼福建省政府主席、军事委员会常务委员、海军特别党部主任委员等职；同时尽力与奉系控制的东北舰队周旋。7月，任福建省政府主席，在此期间积极扩充海军陆战队实力。
1928年12月，南京开始对陆海军的编遣工作，裁撤海军总司令部。杨树莊忌惮蒋介石控制海军，试图称病抵制，未果。1929年1月，蒋在军政部下设海军署，以陈绍宽为署长，杨则专务福建省主席一职。4月，蒋重设海军部，杨出任第一任海军部长，并晉升海军上将。5月，当选国民党中央政治委员。
杨树莊主政时积极在闽地培植嫡系势力，同时奉行“海军不干政”政策，故而招致双方的不满。1930年1月6日，闽厦海军警备司令部司令薩福疇、國民革命軍海軍陸戰隊步兵第一旅兼福建省防軍司令林忠、國民革命軍第52師師長盧興邦聯手發動政變，綁架了6位福建省政府委員與福州水上公安局局長。楊樹莊底下的陸戰隊第二旅旅長林秉周則在此次衝突中採取觀望態度，失去軍事力量支持的楊樹莊只好北遁南京乞援，蔣中正當時正面對中原大戰的開戰壓力因此無暇處理福建省內之人事鬥爭，杨树莊被迫到普陀山“养病”，雖然海軍部仍由其管理，但失去福建省的軍政實力對他造成重大打擊。福建的反蔣勢力則在同年6月的中原大戰起兵，但隨即遭到中央軍系統之國民革命軍給平定，福建省務則逐漸開始由南京政府委派的福建系軍人主控。
1931年底，国民政府改组，海軍部部長一職被陳紹寬所接替，楊樹莊雖然仍具有福建省政府主席的身分，但實際上已長期稱病遠離福建，僅由代理省主席主管政務。陳紹寬雖為其保留海軍部高等顧問一職，但僅為不具實質影響力之虛職。1932年底，蔣光鼐接任福建省主席，楊樹莊轉任國民政府委員。
1933年11月閩變爆發，杨树莊与林森等六人被南京国民政府任命为审核福建党务委员，作為穩定南京政府內福建裔軍政要員的角色。1934年1月10日，杨树莊病逝于上海，進行公葬，中华民国全国海军下半旗致哀三日。
杨树莊逝世后，其藏书赠与福州乌山图书馆。杨树莊还是一位虔诚的佛教徒，在福州涌泉寺多有施舍。杨树莊的陵墓位于福州市郊区的鼓山上，为三合土结构，5层墓埕。